# Glușka, Gabrovo
Glușka (în bulgară Глушка) este un sat în comuna Dreanovo, regiunea Gabrovo,  Bulgaria. 

## Demografie
Componența etnică a satului Glușka
     Romi (55,55%)
     Bulgari (38,88%)
     Nicio identificare (5,55%)
     Altele (0%)
La recensământul din 2011, populația satului Glușka era de 18 locuitori. Din punct de vedere etnic, majoritatea locuitorilor (55,55%) erau romi, cu o minoritate de bulgari (38,88%). Pentru 5,55% din locuitori nu este cunoscută apartenența etnică.